# Catephia perdicipennis
Catephia perdicipennis là một loài bướm đêm trong họ Erebidae.